# Réserve forestière de Mai-Mpili
La réserve de forestière de Mai-Mpili est une aire protégée, composée de forêts et de savanes, située près de Langa-Langa près du fleuve Congo dans le Bandundu, juste au nord de la partie rurale de la ville-province de Kinshasa. Elle couvre environ 113 122 ha et est délimité par les rivières Mai-Mpili et Lidji.